# 奥尻町立青苗中学校
奥尻町立青苗中学校（おくしりちょうりつ あおなえちゅうがっこう）は、北海道奥尻郡奥尻町字青苗にあった公立中学校。

## 沿革
- 1947年5月3日 - 奥尻村立青苗中学校創立。
- 1966年1月1日 - 奥尻町立青苗中学校と改称。
- 2017年4月1日 - 奥尻町立奥尻中学校へ統合[1]。